# 앙코르 타이거 FC
앙코르 타이거 FC는 캄보디아의 축구단으로 현재 캄보디아 프리미어 리그에 참가하고 있다.